# Sándor Tamás (labdarúgó, 1974. 06. 20.)
Sándor Tamás (Debrecen, 1974. június 20. –) válogatott magyar labdarúgó. Négyszeres magyar bajnok, egyszeres magyar kupagyőztes és háromszoros magyar szuperkupagyőztes. Egyszer elnyerte az év magyar labdarúgója címet és kétszer megkapta a Zilahi-díjat is.

## Pályafutása

### Játékosként
Azon debreceni labdarúgók egyike, aki tagja volt az 1996-os atlantai olimpiára kijutott válogatottnak, és gólt szerzett a Japán elleni emlékezetes 3-2-re elvesztett mérkőzésen. Tagja volt Csank János válogatott csapatának, a nemzeti csapatban összesen 11 mérkőzésen lépett pályára, gólt nem szerzett. Debrecenből előbb Olaszországba (egy bajnokin lépett pályára a Torino FC csapatában) majd Törökországba került kölcsönbe, ahol bennmaradáshoz segítette a Gençlerbirliği SK csapatát. Végül Izraelbe igazolt, a Bétár Jerusálajim együtteséhez. Itt négy évet töltött el, ám a klub csődközeli állapota miatt a távozás mellett döntött, visszatért nevelőegyesületéhez.
2003-ban a bajnokságban bronzérmet, a kupában ezüstérmet szerzett a csapat. Mivel a kupagyőztes és a bajnoki ezüstérmes egyaránt az Ferencváros lett, a DVSC indulhatott az UEFA-kupában, amelynek főtábláján a 32 közé jutott, ezzel 1985 óta az első magyar csapatként egy nemzetközi kupasorozatban versenyben maradt tavaszra. 2004-ben listavezetőként várhatták az utolsó fordulót, de a rivális FTC otthonában vereséget szenvedtek, ami a másik rivális, az Újpest FC döntetlenjével együtt azt jelentette, hogy csak a bronzérmet sikerült megszerezni. 2005-ben a csapat a történetében először megnyerte a bajnokságot, ami után a csapat először játszhatott a Bajnokok Ligájába való kerülésért, ami azonban nem sikerült. 2006-ban a DVSC ismét bajnok lett. 2007-ben a csapat megszerezte zsinórban harmadik bajnoki címét, miután két fordulóval a bajnokság vége előtt hazai pályán 4-1-re verte a REAC együttesét. A triplázás korábban még egyetlen vidéki csapatnak sem sikerült, ezzel a Loki sporttörténelmet írt. Sándor Tamás a debreceni labdarúgás legnagyobb sikereit elérő csapatának volt alapembere, és csapatkapitánya.
2008. december 12-én bejelentette, hogy visszavonul a profi labdarúgástól. Szima Gábor klubelnök a klub addigi történetének legnagyobb játékosának nevezte.
2009 februárjától a Hajdú-Bihar megyei I. osztályban szereplő Báránd csapatában vezetett le.

### Edzőként
2011-től 2016-ig Kondás Elemér mellett a pályaedzői feladatokat látta el a  DVSC-nél. "A" lincences edzői diplomát szerzett.
2017 nyarán a Szabolcs-Szatmár-Bereg megyei első osztályú Sényő vezetőedzője lett. Csapatával a Magyar Kupa 2017–2018-as kiírásában a nyolcaddöntőbe jutott. A szezon végén feljuttatta a csapatot a harmadosztályba, majd lemondott posztjáról. 2020 októberében a másodosztályú Debreceni EAC vezetőedzőjének nevezték ki.
2024. júniusától a Mátészalkai MTK NB III-as csapatának vezetőedzője lett. Októberben csapata az utolsóelötti helyen állt a csoportjában, ezért távozott a posztjáról.

## Sikerei, díjai

### Klub
- Debreceni VSC:
  - Magyar bajnok: 2004–05, 2005–06, 2006–07, 2008–09
  - Magyar kupa-győztes: 2007–08
  - Magyar kupa-ezüstérmes: 2002–03, 2006–07
  - Magyar szuperkupa-győztes: 2005, 2006, 2007
  - Magyar szuperkupa-esütérmes: 2008

### Egyéni
- Az év magyar labdarúgója: 1996
- Zilahi-díj: 2004, 2006

## Statisztika

### Mérkőzései a válogatottban
| Magyarország | Magyarország        | Magyarország                       | Magyarország  | Magyarország | Magyarország            | Magyarország       | Magyarország | Magyarország |
| #            | Dátum               | Helyszín                           | Hazai         | Eredmény     | Vendég                  | Kiírás             | Gólok        | Esemény      |
| ------------ | ------------------- | ---------------------------------- | ------------- | ------------ | ----------------------- | ------------------ | ------------ | ------------ |
| 1.           | 1994. április 20.   | Koppenhága                         | Dánia         | 3 – 1        | Magyarország            | barátságos         | -            | 42'          |
| 2.           | 1994. május 4.      | Krakkó                             | Lengyelország | 3 – 2        | Magyarország            | barátságos         | -            | 64'          |
| 3.           | 1994. december 14.  | Mexikóváros, Azték-stadion         | Mexikó        | 5 – 1        | Magyarország            | barátságos         | -            | 84'          |
| 4.           | 1995. március 8.    | Budapest, Fáy utcai Stadion        | Magyarország  | 3 – 1        | Lettország              | barátságos         | -            | 84'          |
|              | 1996. július 21.    | Orlando, Citrus Bowl (USA)         | Nigéria       | 1 – 0        | Magyarország            | olimpiai D csoport | -            | 83'          |
|              | 1996. július 25.    | Orlando, Citrus Bowl (USA)         | Japán         | 3 – 2        | Magyarország            | olimpiai D csoport | -            | 2' 44'       |
| 5.           | 1996. augusztus 14. | Siófok                             | Magyarország  | 3 – 1        | Egyesült Arab Emírségek | barátságos         | -            | 81'          |
| 6.           | 1996. szeptember 1. | Budapest, Népstadion               | Magyarország  | 1 – 0        | Finnország              | vb-selejtező       | -            | 88'          |
| 7.           | 1996. november 10.  | Bakı                               | Azerbajdzsán  | 0 – 3        | Magyarország            | vb-selejtező       | -            | 75'          |
| 8.           | 1997. március 19.   | Valletta                           | Málta         | 1 – 4        | Magyarország            | barátságos         | -            | 46'          |
| 9.           | 1997. június 8.     | Budapest, Népstadion               | Magyarország  | 1 – 1        | Norvégia                | vb-selejtező       | -            | 81'          |
| 10.          | 1997. augusztus 6.  | Siófok                             | Magyarország  | 3 – 0        | Málta                   | barátságos         | -            | 46'          |
| 11.          | 2000. március 29.   | Debrecen, Oláh Gábor utcai stadion | Magyarország  | 0 – 0        | Lengyelország           | barátságos         | -            | 46'          |
|              | Összesen            |                                    |               | 11           | mérkőzés                |                    | 0            | gól          |